# Johann Dietenberger
Johann Dietenberger (Alrededor de 1475 en Frankfurt - 4 de septiembre de 1537 en Maguncia) fue un prior de la orden de los dominicos, teólogo y traductor de la Biblia al alemán.

## Vida
Ingresó a la Orden Dominicos antes de 1500 y trabajó allí como pastor y profesor de teología. En 1510 fue nombrado Prior del monasterio dominico en Frankfurt. A partir de 1511, estudió teología en Heidelberg y recibió su doctorado en 1514 en la Universidad de Maguncia primero en Licenciatura Teología y 1515 el doctor en teología. En 1516 y 1517 fue nuevamente Prior en Frankfurt. 
Esto fue seguido por una actividad como profesor de teología en el monasterio de Trier . En 1519 se convirtió en Prior en Koblenz, 1520-26 nuevamente en Frankfurt y desde 1527 nuevamente en Coblenza. 
Como parte del Reichstag en Augsburgo en 1530 , fue comisionado para coescribir la escritura dirigida por la parte católica contra la Confesión Augustana (Confutatio Augustana). En 1532 fue nombrado profesor en la Universidad de Maguncia.
Dietenberger murió a los 60 años y fue enterrado en el coro de la iglesia dominicana de Maguncia.

## Obras
Dietenberger escribió numerosos escritos , especialmente polémicos y ascéticos . De estos, vale la pena mencionar la traducción al alemán de la Biblia Dietenberger publicada en Maguncia en 1534 y un catecismo alemán de 1537.
- Datos: Q1693238